# Dölkau

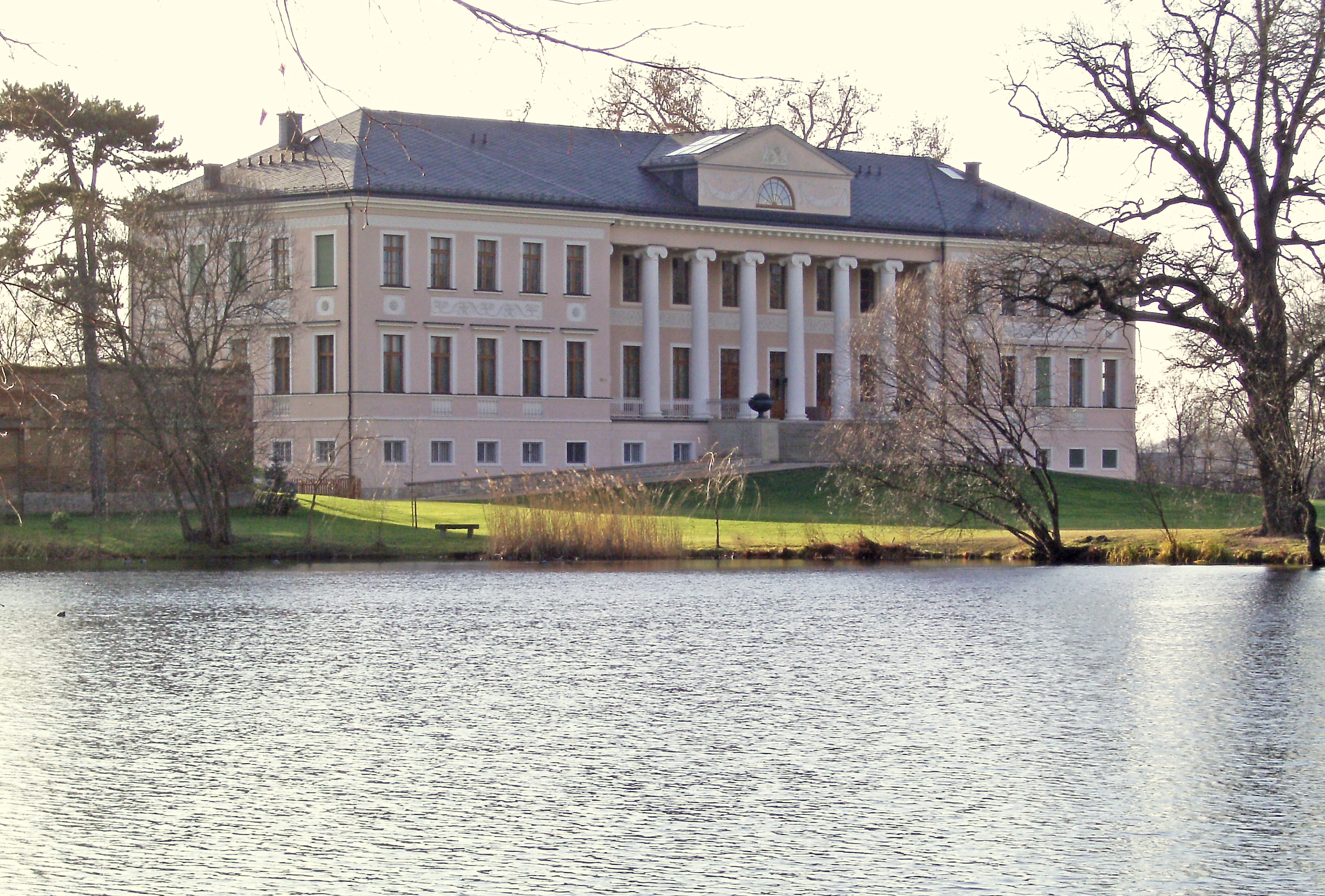
Schloss Dölkau

Dölkau ist heute ein Ortsteil der Ortschaft Zweimen der Stadt Leuna im Saalekreis in Sachsen-Anhalt. Vor der Eingemeindung von Zweimen nach Leuna war dieses bis zum 30. Dezember 2009 eine selbständige Gemeinde, zu der neben Dölkau auch noch der Ortsteil Göhren gehörte.

## Geschichte

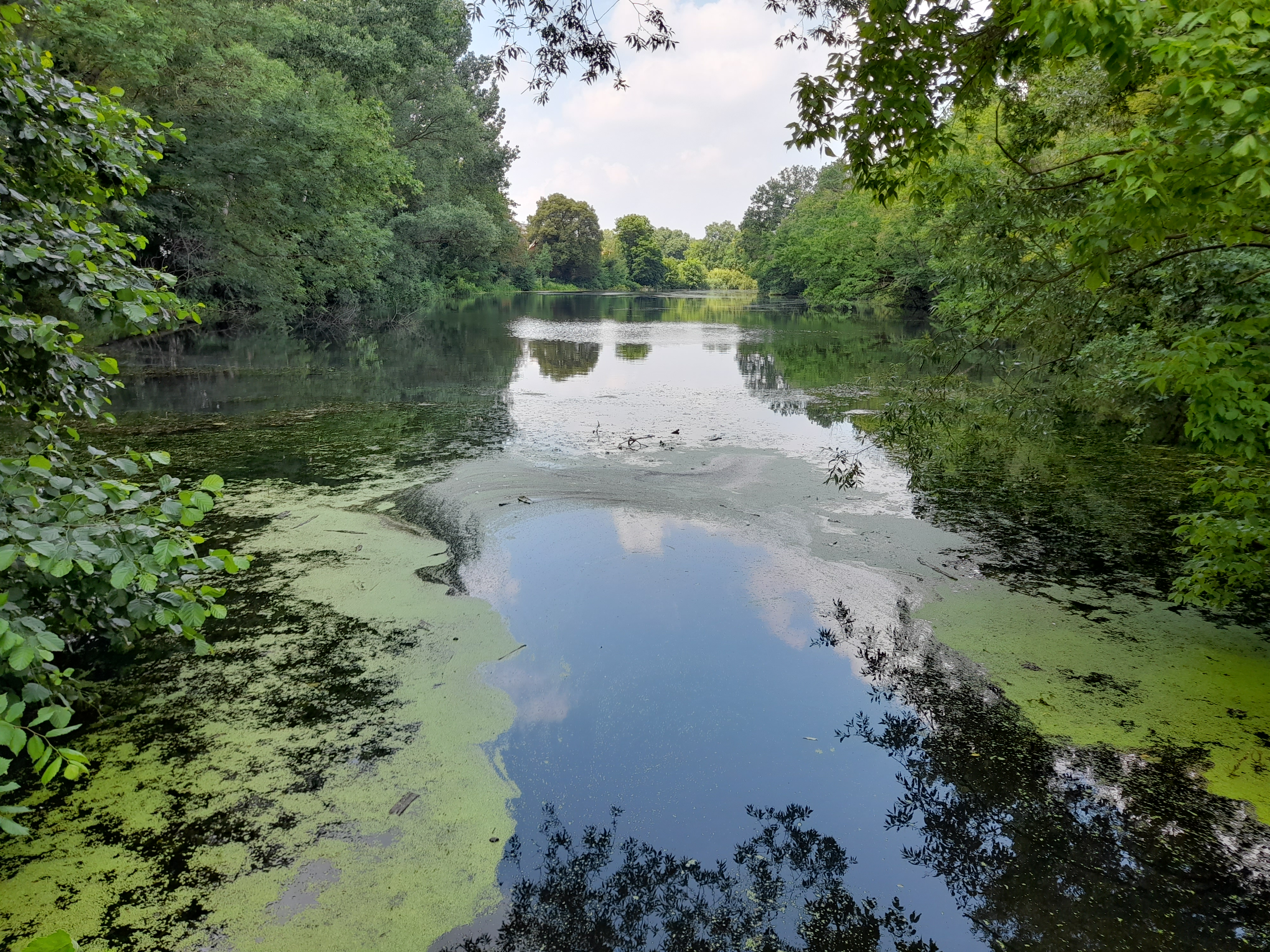
Schlossteich in Dölkau

Dölkau und Göhren gehörten bis 1815 zum hochstiftlich-merseburgischen Amt Schkeuditz, das seit 1561 unter kursächsischer Hoheit stand und zwischen 1656/57 und 1738 zum Sekundogenitur-Fürstentum Sachsen-Merseburg gehörte. Das Rittergut Dölkau, auf dem sich das Schloss Dölkau befand, war Sitz der Grafen von Hohenthal (Linie Hohenthal-Dölkau). Dölkau war 1521 Schauplatz einer Hexenverfolgung: Wegen Wahrsagens in einem Hexenprozess wurde ein Bauer für drei Jahre aus dem Lande verbannt, während seine Frau verbrannt wurde.
Durch die Beschlüsse des Wiener Kongresses wurden Dölkau und Göhren mit dem Westteil des Amts Schkeuditz im Jahr 1815 an Preußen abgetreten. Bei der politischen Neuordnung Preußens wurden sie 1816 dem Kreis Merseburg im 
Regierungsbezirk Merseburg der Provinz Sachsen zugeteilt, zu dem sie bis 1952 gehörten. Am 1. Juli 1950 wurde Dölkau mit Göhren nach Zweimen eingemeindet.
Bei der Kreisreform in der DDR wurde Zweimen mit seinen Ortsteilen Dölkau und Göhren im Jahr 1952 dem Kreis Merseburg im Bezirk Halle zugeteilt, der 1994 im Landkreis Merseburg-Querfurt und 2007 zum Saalekreis kam. Mit der Bildung der Einheitsgemeinde Stadt Leuna zum 31. Dezember 2009 wurde Dölkau ein Ortsteil der Ortschaft Zweimen.
Das Schloss wurde von 1999 bis 2007 restauriert und kann für Veranstaltungen gemietet werden. Alle zwei Monate findet ein Schlosskonzert statt.

## Persönlichkeiten
- Karl Adolf von Hohenthal (1811–1875), Diplomat und Politiker